# Куманёв, Георгий Александрович
Гео́ргий Алекса́ндрович Куманёв (20 декабря 1931, Лукоянов, РСФСР, СССР — 21 сентября 2018, Москва) — советский и российский историк, специалист в области истории Великой Отечественной войны. Доктор исторических наук. Главный научный сотрудник Института российской истории РАН, руководитель Центра военной истории России. Академик РАН по Отделению историко-филологических наук с 22 декабря 2011 года.

## Биография
Отец — Александр Александрович Куманёв — директор Лукояновского педагогического училища (1945—1972), заслуженный учитель РСФСР. Мать, Вера Петровна — заслуженный учитель РСФСР. Брат-близнец — историк Виктор Куманёв.
Окончил Горьковский государственный университет, где учился у С. В. Фрязинова, и аспирантуру Института истории АН СССР.
Доктор исторических наук (1972), профессор (1977). Действительный член Российской академии естественных наук (1993), Академии военных наук (1998) и Российской академии наук (2011).
Автор более 250 научных работ, в том числе монографии «Война и железнодорожный транспорт СССР. 1941—1945 гг.». В основу книги «Рядом со Сталиным: откровенные свидетельства» вошли беседы историка с политическими и военными деятелями — В. М. Молотовым, А. И. Микояном, Л. М. Кагановичем, Г. К. Жуковым, А. М. Василевским и другими.
С конца 1950-х годов записал интервью с более чем 80 государственными деятелями, военными, учёными и дипломатами СССР. Часть из них вошла в книгу «Говорят сталинские наркомы» (2005).
Председатель научного совета РАН по проблемам военной истории, входил в состав учёных и диссертационных советов ИРИ РАН и ИВИ РФ. Член научного совета Российского военно-исторического общества и редакционной коллегии «Военно-исторического журнала».
Похоронен на Троекуровском кладбище.

## Научные труды
- Великая Отечественная война Советского Союза (1941—1945). М., 1960;
- Советские железнодорожники в годы Великой Отечественной войны (1941—1945). М., 1963;
- Советский тыл — фронту. 1941—1945 гг. М., 1970;
- Американская политика «новых рубежей». М., 1972 (в соавт. с Г. К. Селезнёвым);
- Трудовой подвиг комсомола в Великой Отечественной войне. М., 1975;
- В труде как в бою. М., 1975;
- Решающая роль Советского Союза в Победе над фашистской Германией. (На чеш. яз.). Прага, 1974;
- Наука Сибири сегодня. (На нем. яз.). Дортмунд, 1975;
- На службе фронта и тыла. Железнодорожный транспорт СССР накануне и в годы Великой Отечественной войны (1938—1945 гг.). М., 1976;
- В едином строю братских народов: к 30-летию Великой Победы. (На казах. яз.). Алма-Ата, 1980 (в соавт. с М. К. Козыбаевым);
- Народы СССР на защите социалистического Отечества. М., 1982;
- 1941—1945. Краткая история. Документы. М., 1982; (2-е изд. 1983).
- Дружба народов СССР — источник силы и могущества Родины. М., 1982;
- Экономика СССР в Великой Отечественной войне. М., 1985;
- Чекисты стояли насмерть. Киев, 1986 (2-е изд. 1989; в соавт. с А. С. Чайковским);
- Война и железнодорожный транспорт СССР. 1941—1945 гг. М., 1988;
- Народное ополчение защищает Родину. М., 1990 (в соавт.);
- Великая Отечественная война (Первый период. 1941—1942 гг.). М., 1993;
- Великая Отечественная война (Второй период. Ноябрь 1942—1943 г.). М., 1994;
- Трудный путь к Победе. 1941—1945 гг. М., 1995;
- Рядом со Сталиным: откровенные свидетельства. М., 1999 (2-е изд. Смоленск, 2001);
- Вклад СССР в Победу над фашизмом. Екатеринбург, 2000;
- Великая битва под Москвой: летопись важнейших событий. Комментарии. М., 2002 (в соавт. с Н. Я. Комаровым);
- Блокада Ленинграда. 900 героических дней. 1941—1944. Исторический дневник. М., 2004 (в соавт. с Н. Я. Комаровым);
- Учёные — гуманитарии России в годы Великой Отечественной войны. М., 2005 (в соавт. с Н. И. Кондаковой);
- Говорят сталинские наркомы: встречи, беседы, интервью, документы. Смоленск, 2005;
- Военная история. Учебник для курсантов высших военно-учебных заведений МО РФ. М., 2006 (в соавт.);
- Проблемы военной истории Отечества (1938—1945). М., 2007;
- Сталинградская битва: краткий научный очерк, документы, материалы. М., 2008;
- Актуальные проблемы истории Великой Отечественной войны: курс лекций. М., 2010;
- Рассекреченные страницы истории Второй мировой войны. Трагедия и подвиг. М., 2012;
- Военная экономика СССР — важнейший фактор Великой Победы (1941—1945). М., 2015 (в соавт. с Б. У. Серазетдиновым).
- Подвиг и подлог: Страницы Великой Отечественной войны. 1941—1945 гг. М., 2000; М., 2004 (2-е, доп. изд.); М., 2007 (3-е изд.)

## Награды
- Орденский знак «Имя в науке» с вручением почётного диплома и знака «За вклад в мировую науку» на голубой ленте члена учёного совета Центрального музея Вооруженных Сил Российской Федерации[6].